# Luboš Veselý
Luboš Veselý (* 30. října 1961 Chomutov) je český televizní, filmový a divadelní herec.

## Životopis
Narodil se v Chomutově a vyrostl v Ostrově nad Ohří, kde také chodil do literárně-dramatického oddělení. Od roku 1977 začal studovat herectví na Pražské konzervatoři, studium ale nedokončil. Po absolvování vojenské služby působil v celé řadě divadel, například v Brně (v Mahenově divadle, HaDivadle, Divadle na provázku, Loutkovém divadle Radost a Divadle v 7 a půl), Praze (v A studiu Rubín a Divadle na okraji), v Šumperku (Divadlo Šumperk) a Kladně (v Divadle Jaroslava Průchy).  V roce 2006 začal hrát ve Švandově divadle, poté přešel do Divadla na Vinohradech. Po čase se do angažmá ve Švandově divadle vrátil. Za roli Vladimíra Holana v inscenaci Hadry, kosti, kůže režiséra Martina Františáka se dostal do širší nominace na Cenu Thálie 2020.
Je jedním z nejobsazovanějších televizních herců, hojně se objevuje i ve filmech. Jeho první velká role přišla ve filmu Víta Olmera Antonyho šance, kde ztvárnil hlavního hrdinu. V roce 2009 ve filmu Pouta režiséra Radima Špačka si zahrál disidenta Pavla, který je zároveň policejním donašečem.
V roce 2020 ztvárnil profesora Héla v minisérii Herec. O rok později si zahrál Rudolfa v seriálu Kukačky, pojednávajícím o rodinách, kterým v porodnici vyměnili děti.

## Osobní život
Je třikrát rozvedený, má jednu nevlastní dceru z prvního manželství a jednu vlastní dceru z druhého manželství. Jeho třetí manželkou byla herečka Iva Pazderková, po dobu manželství přijal její jméno (Luboš Pazderka Veselý). Jeho dlouholetou partnerkou je herečka Bohdana Pavlíková, s níž se seznámil v šumperském divadle.

## Filmografie

### Celovečerní filmy
| Rok  | Název filmu                   | Role                   |
| ---- | ----------------------------- | ---------------------- |
| 1978 | Leť, ptáku, leť!              | žák                    |
| 1985 | Skalpel, prosím               | Velecký                |
| 1986 | Cena medu                     | saniťák Kája           |
| 1986 | Antonyho šance                | Antony                 |
| 1988 | Pražská 5                     | jedlík                 |
| 1988 | Poutníci                      | student herectví Jirka |
| 2005 | Sametoví vrazi                | major Hošek            |
| 2006 | Maharal – Tajemství talismanu | Abel Rosenberg         |
| 2006 | Anička                        | muž s panenkou         |
| 2007 | Na vlastní nebezpečí          | otec Saši              |
| 2007 | O rodičích a dětech           | Fredy                  |
| 2008 | Hlídač č. 47                  | rakvář Fahoun          |
| 2009 | Pouta                         | Pavel                  |
| 2009 | Zemský ráj to na pohled       | příslušník VB          |
| 2009 | Pátá žena                     | komisař Kaiser         |
| 2010 | Bloudím                       | Vladimír               |
| 2011 | Poupata                       | Venda                  |
| 2011 | Tahle země není pro mladý     | předseda vlády         |
| 2013 | Bella Mia                     | major                  |
| 2013 | Jako nikdy                    | Luboš                  |
| 2015 | Laputa                        | Šimon                  |
| 2017 | 8 hlav šílenství              | Valerij Ivanovič       |
| 2017 | Bába z ledu                   | Ludva                  |
| 2017 | Všechno bude fajn             | Richard Lang           |
| 2017 | Absence blízkosti             | Tomáš                  |
| 2017 | Špína                         | Lenin otec             |
| 2020 | Případ mrtvého nebožtíka      | únosce Chlastal        |
| 2021 | Jako letní sníh               | mecenáš Louis de Geer  |
| 2021 | Kryštof                       | Jochen                 |
| 2022 | Běžná selhání                 | Václav                 |
| 2023 | Úsvit                         | doktor Kubák           |
| 2024 | Zahradníkův rok               | zahradníkův soused     |

### Studentské filmy
| Rok  | Název filmu     | Role     |
| ---- | --------------- | -------- |
| 2003 | 51 kHz          |          |
| 2009 | Mezičas         | muž      |
| 2010 | Wanda           | detektiv |
| 2012 | Úly             | kněz     |
| 2015 | Nebezpečí klidu | otec Evy |
| 2016 | Nehoda          |          |

### Televize
| Rok       | Název                                                        | Role                         | Poznámky                                                       |
| --------- | ------------------------------------------------------------ | ---------------------------- | -------------------------------------------------------------- |
| 1989      | Dobrodružství kriminalistiky                                 | Tom                          | seriál, díl: „Otisk“                                           |
| 1989      | Faust                                                        | Valentin                     | televizní film                                                 |
| 1989      | Labyrint světa                                               | asistent                     | televizní film                                                 |
| 1991      | Franz a Felice                                               | Franz                        | televizní film                                                 |
| 1992      | Temná komora                                                 |                              | televizní film                                                 |
| 1992      | Zítra to spustíme                                            | Geistlich                    | televizní film                                                 |
| 1995      | Co Hedvika neřekla                                           | otec                         | televizní film                                                 |
| 1995      | Život na zámku                                               |                              | seriál                                                         |
| 1997      | Četnické humoresky                                           | mladý četník                 | seriál, díl: „Ferda Mravenec“                                  |
| 1999      | Osudové setkání                                              |                              | televizní film                                                 |
| 2001      | Otec neznámý aneb Cesta do hlubin duše výstrojního náčelníka | Zounar                       | televizní film                                                 |
| 2002      | Udělení milosti se zamítá                                    | Steiner, Honzův otec         | televizní film                                                 |
| 2003      | Janek nad Janky                                              | hrobník                      | televizní film                                                 |
| 2003      | Taťka                                                        | Milan, otčím Filipa          | televizní film                                                 |
| 2005      | Comeback                                                     | řízek                        | televizní film                                                 |
| 2007      | Maharal – Tajemství talismanu                                | Abel Rosenberg               | seriálová podoba filmu                                         |
| 2007      | Světla pasáže                                                |                              | seriál                                                         |
| 2007      | Kája a Zabi                                                  | otec Káji                    | televizní film                                                 |
| 2007      | Velkofilm                                                    | Chvátal                      | televizní film                                                 |
| 2008      | Zdivočelá země                                               | vězeň                        | seriál                                                         |
| 2008      | Černá sanitka                                                |                              | seriál, díl: „Revizor“                                         |
| 2008      | Kriminálka Anděl                                             |                              | seriál, díl: „Baba na zabití“                                  |
| 2008      | Milovat se                                                   |                              | televizní film                                                 |
| 2009      | Expozitura                                                   | patolog                      | seriál                                                         |
| 2009      | Hrobník                                                      | podnikatel Kotva             | televizní film                                                 |
| 2009      | Dům U Zlatého úsvitu                                         | novinář Jankovec             | televizní film                                                 |
| 2010      | Cukrárna                                                     | Růžička, Blážin zeť          | seriál, díl: „Prázdný byt“                                     |
| 2010      | Hasiči                                                       | Dub                          | televizní film                                                 |
| 2010      | Bludičky                                                     | psychiatr                    | televizní film                                                 |
| 2011      | Soukromé pasti                                               | Petr                         | seriál, díl: „Útěk“                                            |
| 2011–2016 | Ulice                                                        | Jan Kostka                   | seriál, vedlejší role                                          |
| 2012      | Vetřelci a lovci                                             | Bořek                        | seriál, díl: „Krutá nevěra“                                    |
| 2012      | Sejít z cesty                                                | Jirka                        | televizní film                                                 |
| 2013      | Hořící keř                                                   | zachránce Palacha            | televizní minisérie                                            |
| 2013      | České století                                                | gen. Vojtěch Luža            | televizní cyklus, díl: „Den po Mnichovu (1938)“                |
| 2013      | Škoda lásky                                                  | starosta Hladký Pavel        | televizní cyklus, díly: „Mokré tričko“ „Dobrodružství“         |
| 2013      | Nevinné lži                                                  | Jedlička vyšetřovatel Sekera | televizní cyklus, díly: „Druhý dech“ „Klukovina“ „Čistá práce“ |
| 2014      | Život a doba soudce A. K.                                    | svědek                       | seriál, díl: „Luketka“                                         |
| 2014      | Poslední cyklista                                            | úředník                      | televizní film                                                 |
| 2014      | Škoda lásky                                                  | Vlastimil                    | televizní cyklus, díl: „Host u tabule“                         |
| 2014–2016 | Případy 1. oddělení                                          | soudce Chyňava               | seriál                                                         |
| 2014–2018 | První republika                                              | Josef Toufar                 | seriál, vedlejší role                                          |
| 2015      | Jan Hus                                                      | generální vikář Jan Kbel     | televizní film                                                 |
| 2016      | Drazí sousedé                                                | Tonda Chalupa                | seriál                                                         |
| 2016      | Polda                                                        | Václav Borovský              | seriál, díl: „Hvězda nad Prahou“                               |
| 2016      | Marta a Věra                                                 | dr. Luskoun                  | seriál, díl: „Poradna“                                         |
| 2016      | Hlas pro římského krále                                      | Pierre Rosiéres              | televizní film                                                 |
| 2016      | Zločin v Polné                                               | závodčí Klenovec             | televizní film                                                 |
| 2016      | Člověk kancelářský                                           | Gustav                       | televizní film                                                 |
| 2017      | Specialisté                                                  | MUDr. Kostka                 | seriál, díl: „Dvojí život“                                     |
| 2017      | Dáma a Král                                                  |                              | díl: „Milenci a vrazi“                                         |
| 2018      | Inspektor Max                                                | Jožka                        | seriál, díl: „Dobrák od kosti“                                 |
| 2018      | Profesor T.                                                  | Pavel Rabas                  | seriál                                                         |
| 2018      | Krmelec U Muflona                                            | myslivec                     | internetový seriál                                             |
| 2019      | Princip slasti                                               | barman                       | seriál, 8. díl                                                 |
| 2019      | Sever                                                        | major Filip Suchý            | seriál, 2 díly                                                 |
| 2019      | Bez vědomí                                                   | doktor                       | seriál, 4. díl                                                 |
| 2020      | Herec                                                        | prof. Viktor Hél             | minisérie                                                      |
| 2020      | Místo zločinu Ostrava                                        | Ladislav Vrchota             | seriál                                                         |
| 2020      | Vysoká hra                                                   | Tauber, šéf odboru násilí    | televizní film                                                 |
| 2021      | Kukačky                                                      | Rudolf                       | seriál, vedlejší role                                          |
| 2021      | Zločiny Velké Prahy                                          | Půlpytel                     | seriál, díl: „Tajemství“                                       |
| 2021      | Boží mlýny                                                   | podnikatel Skácel            | seriál, vedlejší role                                          |
| 2021      | Pozadí událostí                                              |                              | seriál                                                         |

## Divadelní role, výběr
- 2004 Fjodor Michajlovič Dostojevskij, Petr Oslzlý, Vladimír Morávek: Běsi – Stavrogin je ďábel, Lebjadkin, Divadlo Husa na provázku, režie Vladimír Morávek[11]
- 2009 Lars von Trier: Kdo je tady ředitel?, Nalle (v alternaci s Davidem Punčochářem), Švandovo divadlo, režie Daniel Hrbek
- 2010 Henrik Ibsen: Heda Gablerová, JUDr. Brack, Švandovo divadlo, režie Daniel Špinar
- 2013 Henrik Ibsen: Rebeka, Rektor Kroll, Divadlo na Vinohradech, režie Juraj Deák
- 2013 Alexandr Nikolajevič Ostrovskij: Les, Milonov, Divadlo na Vinohradech, režie Daniel Hrbek
- 2014 Peter Shaffer: Amadeus, Větříček 1 (hrabě Johann Kilian von Strack), Divadlo na Vinohradech, režie Martin Čičvák
- 2016 Ian McEwan: Betonová zahrada, otec (v alternaci s Tomášem Pavelkou), Švandovo divadlo, režie Dodo Gombár
- 2016 Viktor Dyk: Krysař, Špína, Švandovo divadlo, režie Dodo Gombár
- 2017 Natálie Kocábová: Pohřeb až zítra, Jiří, Švandovo divadlo, režie Daniel Hrbek
- 2018 Oscar Wilde: Obraz Doriana Graye, Henry Wotton, Švandovo divadlo, režie Martina Kinská
- 2019 Pavel Jurda, Vladimír Holan, Jan Werich: Hadry, kosti, kůže, Vladimír Holan, Švandovo divadlo, režie Martin Františák
- 2020 David Jařab, Nikolaj Leskov: Lady Macbeth z Újezdu, starý Hildebrant, Švandovo divadlo, režie David Jařab